# 私はピアノ
「私はピアノ」（わたしはピアノ）は、サザンオールスターズの楽曲。1980年3月21日に発売されたオリジナル・アルバム『タイニイ・バブルス』の4曲目に収録されている。作詞・作曲は桑田佳祐、編曲はサザンオールスターズ、弦管編曲は八木正生が担当。キーボードの原由子がボーカルを担当している。
1984年6月21日、1998年4月22日、2008年12月3日にCDで、1989年6月25日にはCDとカセットテープで再発売された。また、2014年12月17日からはダウンロード配信、2019年12月20日からはストリーミング配信が開始されている。

## 背景
キーボーディストの原由子が初めてリードボーカルを担当した楽曲。サザンが得意としている歌謡曲を意識した作品である。歌詞には原が敬愛するラリー・カールトンやビリー・ジョエルが登場する。曲自体はザ・ピーナッツ 、途中の掛け合いはハナ肇とクレージーキャッツを意識したもので、「シャボン玉ホリデー」やナベプロへのオマージュであるとしている。桑田によると当時、自身が表立ってナベプロを意識したパロディー作品を歌うことができなかったため、原をリードボーカルにしたという。
この曲のレコーディングにあたり、桑田は「原のビブラートのない真っ直ぐな歌い方をどう生かそうか考えた」と語っており、試しに二度歌ってもらい音源を重ねたところ上手くいったという。また、原はそれまでは自分の歌声に自信がなかったというが、本楽曲をレコーディングして以降は少しずつ自信を持つようになった。
多くのアーティストにカバーされているほか、作者である桑田も自身のラジオ番組『桑田佳祐のやさしい夜遊び』（TOKYO FM）2023年3月4日放送分でセルフカバーしたことがある。
2011年に発売されたチーム・アミューズ‼︎のシングル「Let's try again」では、メドレーの一曲として原とPerfumeが「私はピアノ」を歌っている。

## 収録アルバム
| 曲名       | 作品名                                    | 備考                             |
| ---------- | ----------------------------------------- | -------------------------------- |
| 私はピアノ | タイニイ・バブルス                        |                                  |
| 私はピアノ | バラッド '77〜'82                         |                                  |
| 私はピアノ | すいか SOUTHERN ALL STARS SPECIAL 61SONGS | 数量限定商品のため、現在は廃盤。 |
| 私はピアノ | ハラッド                                  | 原由子のソロ作品。               |

## ライブ映像作品
| 曲名       | 作品名                                                                                                  | 備考 |
| ---------- | --- | --- |
| 私はピアノ | シークレットライブ'99 SAS 事件簿 in 歌舞伎町                                                            | |
| 私はピアノ | SUMMER LIVE 2003「流石だスペシャルボックス」胸いっぱいの “LIVE in 沖縄” & 愛と情熱の “真夏ツアー完全版” | |
| 私はピアノ | LIVE TOUR 2019 “キミは見てくれが悪いんだから、アホ丸出しでマイクを握ってろ!!” だと!? ふざけるな!!       | 完全生産限定盤のボーナスディスクに収録。2018年6月25・26日にNHKホールで開催された『ちょっとエッチなラララのおじさん』での歌唱シーン。 |
| 私はピアノ | スペシャルライブ2023 「婦人の肖像 (Portrait of a Lady)」 at 鎌倉芸術館                                  | 原のソロ名義の作品。 |

## カバー

### 高田みづえのシングル
「私はピアノ」は、1980年7月25日に発売された高田みづえの12枚目のシングル。
- 当曲でオリコンチャートにおいて、高田自身最高となる50万枚近くのセールスを記録[10]。実売数は70万枚を越えていた[12]。TBS系『ザ・ベストテン』では、1978年の「花しぐれ」以来、高田にとって2年ぶり2曲目となる10位以内のランクインだった[11]。同年末の『第31回NHK紅白歌合戦』への2年振り3度目のカムバック出場も同曲で果たす大ヒット作となった。
- 原由子版と異なるところは、掛け合いの歌詞が省略されている。
- 1985年6月に芸能界を引退した高田は、30年後の2015年8月に放映されたNHK『思い出のメロディー』にて、同曲と「硝子坂」を歌唱した。

#### 受賞歴
| 年     | 音楽賞                            | 結果             |
| ------ | --------------------------------- | ---------------- |
| 1980年 | 第6回あなたが選ぶ全日本歌謡音楽祭 | 金賞             |
| 1980年 | 第11回日本歌謡大賞                | 放送音楽賞候補賞 |
| 1980年 | 第11回日本歌謡大賞                | 放送音楽賞       |
| 1980年 | 第8回FNS歌謡祭                    | 歌謡音楽賞       |
| 1980年 | 第8回FNS歌謡祭                    | 優秀歌謡音楽賞   |
| 1980年 | 第22回日本レコード大賞            | 金賞             |

#### 収録曲
1. 私はピアノ（3分45秒）
作詞・作曲：桑田佳祐／編曲：松井忠重
2. 帰郷（3分46秒）
作詞：たかたかし／作曲：Frank Mills／編曲：田辺信一
フランク・ミルズのインストゥルメンタル曲「The Poet and I」に日本語詞を加えた楽曲。

### その他のカバー
- 1980年：研ナオコ - アルバム『あいつのこと』収録　※歌詞違い
- 1991年：オルケスタ・デ・ラ・ルス - シングル『SALSA～私はピアノ〜』収録　※歌詞はスペイン語訳、一部日本語歌詞を含む
- 2014年
  - 村上ゆき - アルバム『Piano Woman〜友だちから〜』収録
  - 畑中葉子 - アルバム『後から前からBOX』収録
- 2017年：Acid Black Cherry - アルバム『Recreation 4』収録
- 2019年：田中裕梨(Blu-Swingのボーカル） - アルバム『CITY LIGHTS 2nd season』収録